# La Goma, Nayarit
La Goma är en ort i Mexiko.   Den ligger i kommunen San Blas och delstaten Nayarit, i den centrala delen av landet, 700 km väster om huvudstaden Mexico City. La Goma ligger 10 meter över havet och antalet invånare är 533.
Terrängen runt La Goma är mycket platt. Runt La Goma är det ganska glesbefolkat, med 48 invånare per kvadratkilometer. Närmaste större samhälle är Santiago Ixcuintla, 12,7 km nordost om La Goma. Trakten runt La Goma består till största delen av jordbruksmark.